# Jackery
Jackery（ジャクリ、Jackery Inc.）は、アメリカ合衆国カリフォルニア州アラメダ郡フリーモントに所在する企業。ポータブル電源やソーラーパネルを取り扱う。日本法人は株式会社Jackery Japan（ジャクリジャパン、東京都中央区晴海）。

## 歴史
2012年、孫中偉により創業。社名は「jacket」と「battery」の2単語を組み合わせたかばん語で、バッテリーを被服のように簡便なものとしたいとの思いが込められている。日本のメーカーの販売代理店でモバイルバッテリーの営業職をしていた経験から、当初はモバイルバッテリーを取り扱っていたが、アウトドアや災害時における電力確保の問題に着目し、2014年以降はより大容量のバッテリーを搭載したポータブル電源の取り扱いを開始した。製品の開発・製造は中華人民共和国広東省深圳市に置く自社工場で行っている。米国アウトドア市場で好評を博したのち、2019年3月よりAmazon.co.jpを介して日本市場に参入し、同年9月には日本法人を設立した。JVCケンウッドの協力を得て、実店舗での販売も行っている。2023年、リン酸鉄リチウムイオン電池を採用し長寿命化を図った「Plus」シリーズを発売。同年には自社製ポータブル電源の廃品回収サービスを開始した。

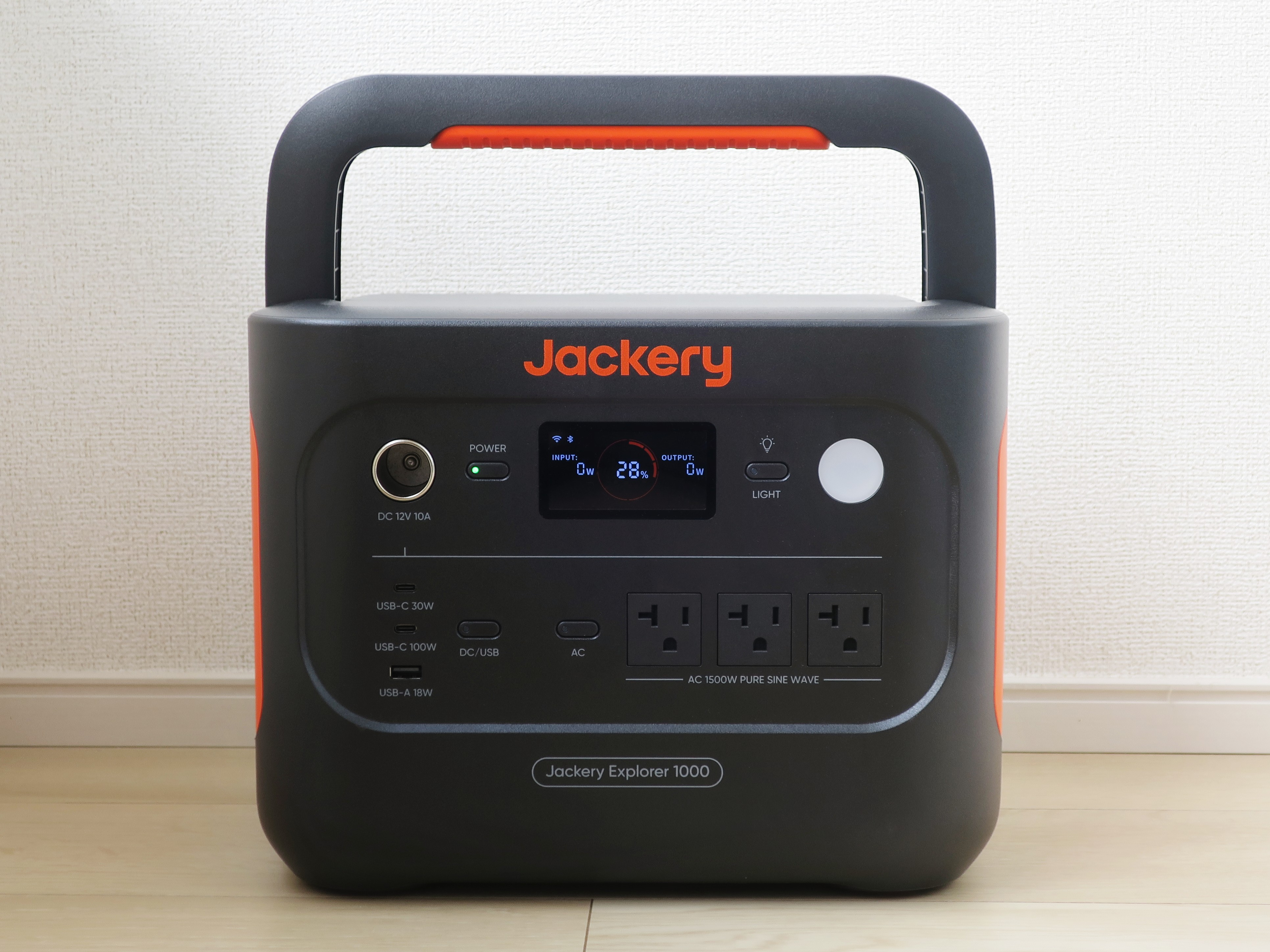
ポータブル電源 1000 New
2024年販売開始。容量1070Whの高耐久LFP (LiFePO4) を採用し、定格出力は1500W。